# Aleksander Alfonce
Aleksander Alfonce (de Saint Omer h. Sentomerski) (ur. 28 grudnia 1779 w Pontoise, zm. 27 kwietnia 1857 w Mistrzewicach) – oficer pochodzenia francuskiego  wojsk Księstwa Warszawskiego, pułkownik Królestwa Polskiego, generał-major armii imperium Rosyjskiego, architekt.

## Życiorys
Urodził się w Pontoise 28 grudnia 1779 jako syn Antoniego i jego żony Reginy Lalier. W 1794 zgłosił się na ochotnika do wojska i został przydzielony do 14 psk, w bitwie pod Moguncją w 1795 został ranny. Po zwolnieniu ponownie wstąpił w 1799, walczył w bitwach II koalicji: pod Stocken, Birbach i Hohenlinden. W 1802 służył w Korpusie Inżynierów i w 1806 dostał przydział do Legii Północnej. Brał udział w oblężeniu Gdańska a następnie w Sztabie Głównym Księstwa Warszawskiego i był adiutant Wodza Naczelnego ks. J. Poniatowskiego.
W wojnie z Austrią brał udział w bitwie pod Raszynem i Zamościem. W tym samym roku został kierownikiem Biura Topograficznego. Był autorem map m.in. Wołynia, Prus południowych, Galicji i Księstwa Warszawskiego.
Uczestnik kampanii 1812, walczył pod Smoleńskiem, Wiaźmą i nad Berezyną i w kampanii saskiej walczył w bitwie narodów pod Lipskiem i Hanau. Otrzymał w 1830 Znak Honorowy za dwadzieścia lat nienagannej służby, odznaczony był w 1808 Złotym Krzyżem Virtuti Militari, orderem Obojga Sycylii w 1813 i Legią Honorową w 1814.
Nie brał udziału w powstaniu listopadowym. Przebywał w Warszawie i pracował nad mapą Królestwa. W 1832 wstąpił do Armii Imperium Rosyjskiego do Korpusu Topografów. W następnym roku otrzymał dymisję w stopniu generała-majora.
W uznaniu zasług otrzymał tytuł szlachecki i herb Sentomerski. Obok służby wojskowej zajmował się architekturą. Był autorem projektu parku w Radziejowicach, ogrodu wokół warszawskiego Belwederu, Świątyni Milczenia w Słubicach oraz przebudowy pałacu w Objezierzu.
Był trzykrotnie żonaty:
- w 1790 z Katheriną Dider z którą miał syna Edwarda,
- ok. 1808 z Urszulą Prusimską h. Nałęcz z którą miał ośmiu synów – Aleksander (1810), Tadeusz (1812), Józef (1817), Felicjan (1818), Jan (1820), Teodor (1822), Antoni (1823) i Felix (1827),
- w 1856 z Adelą Rusiecką

Zmarł 27 kwietnia 1857 w Mistrzewicach.